# Парламентские выборы в ЮАР (1984)
Дополнительные выборы в Трёхпалатный парламент ЮАР проходили в августе 1984 года для избрания Палаты представителей и Палаты депутатов. 22 августа прошли выборы в Палату представителей для цветных избирателей, на которых одержала победу Лейбористская партия под руководством преподобного Аллена Хендриксе, получившая 76 из 80 мест. 28 августа прошли выборы в Палату депутатов для индийцев, на которых крупнейшей партией стала Национальная народная партия под руководством Амичанда Раджбанси, получившая 18 из 40 мест. Индийские выборы, против которых выступал Объединённый демократический фронт, были отмечены бойкотами и протестами.

## Контекст выборов
На референдуме 1983 года было одобрено создание Трёхпалатного парламента Южно-Африканской Республики. В дополнение к существовавшей Палате собраний, в которой были представлены исключительно белые, были созданы Палата представителей из 80 депутатов для цветных и Палата делегатов из 40 депутатов для индийцев. 

## Результаты

### Палата представителей
| Партия                                                                                | Голосов | %    | Мест |
| ------------------------------------------------------------------------------------- | ------- | ---- | ---- |
| Лейбористская партия                                                                  |         |      | 76   |
| Партия Народный конгресс                                                              |         |      | 2    |
| Партия свободы                                                                        |         |      | 1    |
| Независимые                                                                           |         |      | 1    |
| Недействительных/пустых бюллетеней                                                    |         | –    | –    |
| Всего                                                                                 |         |      | 80   |
| Зарегистрированных избирателей/ Явка                                                  |         | 30.9 | –    |
| Источник: African Elections Database Архивная копия от 7 июня 2011 на Wayback Machine |         |      |      |

### Палата делегатов
| Партия                                                                                | Голосов | %    | Мест |
| ------------------------------------------------------------------------------------- | ------- | ---- | ---- |
| Национальная народная партия                                                          |         |      | 18   |
| Солидарность (профсоюз)                                                               |         |      | 17   |
| Прогрессивная независимая партия                                                      |         |      | 1    |
| Независимые\|                                                                         |         | 4    |      |
| Недействительных/пустых бюллетеней                                                    |         | –    | –    |
| Всего                                                                                 |         |      | 40   |
| Зарегистрированных избирателей/ Явка                                                  |         | 16.2 | –    |
| Источник: African Elections Database Архивная копия от 7 июня 2011 на Wayback Machine |         |      |      |